# 額田大中彦皇子
額田大中彦皇子（ぬかた の おおなかつひこ の みこ、生没年不詳）は、記紀に伝えられる古墳時代の皇族（王族）。応神天皇の皇子。『古事記』では額田大中日子命（ぬかた の おおなかつひこ の みこと）。母は高城入姫命（たかき の いりひめ）。同母兄弟に、大山守皇子（おおやまもり の みこ）・去来真稚皇子（いざ の まわか のみこ）・大原皇女（おおはら の みこ）・澇来田皇女（こむくた の ひめみこ）。仁徳天皇・菟道稚郎子の異母兄に当たる。

## 淤宇宿禰との管掌争議
『日本書紀』巻第十一によれば、応神天皇なきあと菟道稚郎子と大鷦鷯尊（おおさざき の みこと、のちの仁徳天皇）が互いに皇位を譲り合っている頃、
淤宇宿禰は太子（ひつぎのみこ＝菟道稚郎子）にこのことを訴えたが、
とおっしゃられ、淤宇宿禰は大鷦鷯尊にこのことを訴えた。大鷦鷯尊は倭直の祖先である麻呂に尋ねたところ、麻呂の弟の吾子籠（あごこ）が知っていると解答を保留した。この時、吾子籠は韓国（からくに、朝鮮半島）へ派遣されていて、留守だった。そこで淤宇宿禰に韓国まで行って急いで吾子籠を連れてくるようにと命じた。吾子籠の証言では、
ということであった。そして、大鷦鷯尊は、「状」（ことのかたち）を、吾子籠本人の口から額田大中彦皇子に伝えさせた。
ところが、
続けて、菟道稚郎子との皇位抗争劇へと発展してゆくのである。

## 氷室の発見
次に額田大中彦皇子の名が現れるのは、大鷦鷯尊が仁徳天皇として即位したのちの話である。
そこで、闘鶏稲置大山主（つけ の いなき おおやまぬし）を呼んで、何の洞窟かと尋ねたところ、「氷室です」という返事があった。さらにその用途をきくと、「一丈あまり土を掘って、萱をその上に葺き、厚くすすきを敷いて、氷をその上に置いて使うもので、夏を越してもなくならず、暑い月に水酒に浸して用いるものです」という答えだった。皇子はこの氷を御所に献上し、天皇はこれを喜ばれた。以後、冬になると必ず氷を貯蔵し、春分になって始めて氷をくばった、という。
なお、この氷室は『延喜式』の「主水式」には「大和国山辺郡都介一所」とあるもので、『大和志』には山田村にあって、氷室の祠は隣村の福住村にあった、という。現在の奈良県天理市福住町に当たる。「主水式」によると、供御の氷を奉納するのは、4月1日から9月30日まで、としている。

## 考証
八木充（やぎ あつる）の研究によると、出雲西部と東部とで祭祀する神が異なり、西部は杵築大神（きづきのおおかみ)、すなわち大国主神で、東部は素戔嗚尊（すさのおのみこと）を祭神とする熊野大社（島根県旧八束郡八雲村、現松江市）に分かれており、前者を東部を支配した出雲国造が信奉した、という。ところが、東部の意宇郡には、出雲あるいはそれにまつわる地名が存在せず、出雲西部には出雲郡が存在し、石母田正の、天平11年（739年）『正倉院文書』所収の『出雲国大税賑給歴名帳』の研究からも、出雲郷における奈良時代頃の氏族構成が「出雲臣」・「出雲積首」（いづものづみのおびと）、「出雲積」などその他の異姓が混在していることが分かり、階層分化がすすんだ集落状況を形成していたことが見えてくる。『出雲国風土記』には出雲の大川（斐伊川）流域の生産性の高さが描かれており、東西交通の要所でもあったところから、出雲臣一族はこの地を発祥としており、西部から東部へ進出していった、その過程で大和勢力との衝突が起きたのではないか、としている。
岡田山古墳からは「額田部臣氏」とおぼしき名の見える鉄刀が出土され、その子孫は『風土記』によると、大原郡少領を歴任している。
また、『書紀』の該当箇所は、「額田大中彦皇子」を「大山守皇子」と取り違えている、と見ることができるが、額田大中彦皇子と大山守皇子は母親の同じくする血のつながりの深い兄弟でもある。
この箇所の『書紀』の記述には、「屯田」・「屯倉」・「御宇」など、仁徳天皇時代とは思えない表記があり、屯倉の設置は6世紀あたりからというのが定説であるのだが、考古学的な視点からも、意宇郡を基盤とした出雲臣の祖先となる首長層が、大和政権と深く関わり、王権を通じて朝鮮半島と交渉をしていた事実が浮かび上がってくる。意宇平野における発掘の成果によると、出雲国府跡にある5世紀代の首長居館の遺構からは多くの朝鮮半島系の土器が出土されており、同時期に意宇川の付け替え工事が行われた痕跡も認められる。その隣には現在も「阿太加夜神社」（あだかやじんじゃ）という半島由来の名を残す神社が鎮座している。